# بيري سويري
بيري سويري (بالفنلندية: Pyry Soiri)‏ (22 سبتمبر 1994 في فنلندا - ) هو لاعب كرة قدم فنلندي في مركز مهاجم ‏. شارك مع منتخب فنلندا لكرة القدم. أما مع النوادي، فقد لعب مع أدميرا فاكر مودلينغ وشاختيور سوليجورسك وميبا ونادي فآسا.

## وصلات خارجية
- بيري سويري على موقع الاتحاد الدولي (مؤرشف)  (الإنجليزية)
- بيري سويري على موقع الاتحاد الأوربي (الإنجليزية)
- بيري سويري على موقع قاعدة بيانات كرة القدم.إي يو (الإنجليزية)
- بيري سويري على موقع ناشيونال فوتبول تيمز (الإنجليزية)
- بيري سويري على موقع Soccerway.com (الإنجليزية)
- بيري سويري على موقع عالم كرة القدم.نت (الإنجليزية)